# 285 Regina
A 285 Regina a Naprendszer kisbolygóövében található aszteroida. Auguste Charlois fedezte fel 1889. augusztus 3-án.